# 若吉葉重幸
若吉葉 重幸（わかよしば しげゆき、1945年10月26日 - 2017年2月23日）は、北海道夕張市出身で宮城野部屋に所属した元大相撲力士。本名は千葉 重幸（ちば しげゆき）。最高位は西前頭6枚目（1967年11月場所）。現役時代の体格は177cm、88kg。得意手は左四つ、出し投げ、掬い投げ、足癖。

## 来歴・人物
実家は豆腐屋で、11人兄弟姉妹の末っ子として誕生。父親は重幸が1歳の誕生日を迎える前に急逝し、母親とも、14歳の時に死に別れている。
兄や姉達は夕張炭鉱で働いていたが、中学生の頃力士になりたいと志望し、親代わりの長兄の強い反対を押し切って1960年に上京。同郷の元横綱・吉葉山が率いる宮城野部屋へ入門した。新弟子検査は5回受けたが体重不足のため4回続けて不合格となり、5回目にして漸く受かった。
1962年1月場所にて、16歳で初土俵。なお、同期の初土俵組には、後の小結・大潮らがいる。翌3月場所、「千葉の山（ちばのやま）」の名で序ノ口に付いた。
体格には恵まれていなかったが順調に出世し、1965年1月場所では幕下で7勝0敗と好成績を残して、幕下優勝を果たした。そしてこれを手土産に翌場所、新十両に昇進。また、十両昇進を機に四股名を師匠の現役名に因んだ「若吉葉（わかよしば）」に改めた。
その後、1967年7月場所で新入幕。同年11月場所では最高位となる西前頭6枚目に昇進したが、幕内では体が小さいため、自分のしぶとい相撲は通用しなかった。
1968年3月場所では十両へ陥落し、以後、幕内への復帰は叶わなかった。左肩や右足首の怪我により、最後は三段目8枚目まで番付を下げて1970年7月場所後、24歳で引退。なお引退時の四股名は、序ノ口当時と同じ「千葉の山」である。
引退後は日本相撲協会に残らず直ちに帰郷し、札幌市東区にて食堂「若吉葉」を経営した（2001年まで営業）。
2017年2月23日午後1時55分、神経性分泌癌のため札幌市内の病院で死去。71歳没。

## 主な戦績
- 通算成績：263勝260敗34休 勝率.503
- 幕内成績：22勝32敗6休 勝率.407
- 現役在位：51場所
- 幕内在位：4場所
- 各段優勝
  - 幕下優勝：2回（1965年1月場所、1969年5月場所）

### 場所別成績
| | 一月場所 初場所（東京） | 三月場所 春場所（大阪） | 五月場所 夏場所（東京） | 七月場所 名古屋場所（愛知） | 九月場所 秋場所（東京） | 十一月場所 九州場所（福岡） |
| --- | ----------------------- | ----------------------- | ----------------------- | --------------------------- | ----------------------- | --------------------------- |
| 1962年 （昭和37年） | （前相撲）              | 西序ノ口9枚目 5–2       | 東序二段61枚目 5–2      | 東序二段8枚目 4–3           | 西三段目84枚目 4–3      | 西三段目67枚目 4–3          |
| 1963年 （昭和38年） | 西三段目57枚目 5–2      | 西三段目16枚目 5–2      | 東幕下83枚目 4–3        | 東幕下73枚目 3–4            | 西幕下81枚目 3–4        | 東幕下88枚目 7–0            |
| 1964年 （昭和39年） | 東幕下11枚目 3–4        | 東幕下13枚目 3–4        | 東幕下16枚目 3–4        | 西幕下19枚目 5–2            | 西幕下12枚目 4–3        | 西幕下8枚目 3–4             |
| 1965年 （昭和40年） | 西幕下11枚目 優勝 7–0   | 西十両17枚目 9–6        | 西十両11枚目 7–8        | 東十両14枚目 8–7            | 東十両13枚目 8–7        | 東十両9枚目 6–9             |
| 1966年 （昭和41年） | 西十両12枚目 8–7        | 東十両8枚目 7–8         | 東十両9枚目 9–6         | 西十両4枚目 1–5–9           | 西十両18枚目 8–7        | 東十両13枚目 8–7            |
| 1967年 （昭和42年） | 東十両9枚目 9–6         | 西十両6枚目 10–5        | 西十両4枚目 10–5        | 西前頭9枚目 7–8             | 東前頭11枚目 8–7        | 西前頭6枚目 5–10            |
| 1968年 （昭和43年） | 西前頭11枚目 2–7–6      | 東十両5枚目 7–8         | 東十両6枚目 6–9         | 東十両10枚目 8–7            | 西十両6枚目 8–7         | 東十両4枚目 3–12            |
| 1969年 （昭和44年） | 東十両13枚目 3–12       | 東幕下8枚目 3–4         | 東幕下11枚目 優勝 7–0   | 東十両11枚目 0–3–12         | 西幕下10枚目 3–4        | 東幕下14枚目 2–5            |
| 1970年 （昭和45年） | 西幕下25枚目 2–5        | 東幕下36枚目 2–5        | 西幕下52枚目 2–5        | 西三段目8枚目 引退 0–0–7    | x                       | x                           |
| 各欄の数字は、「勝ち-負け-休場」を示す。 優勝 引退 休場 十両 幕下 三賞：敢=敢闘賞、殊=殊勲賞、技=技能賞 その他：★=金星 番付階級：幕内 - 十両 - 幕下 - 三段目 - 序二段 - 序ノ口 幕内序列：横綱 - 大関 - 関脇 - 小結 - 前頭（「#数字」は各位内の序列） |                         |                         |                         |                             |                         |                             |

### 幕内対戦成績
| 青ノ里 | 0 | 2    | 海乃山 | 1 | 1 | 開隆山 | 0 | 2 | 高鉄山 | 1 | 0 |  |  |  |
| 大雄   | 2 | 1    | 鶴ヶ嶺 | 1 | 0 | 天水山 | 1 | 1 | 時葉山 | 1 | 1 |  |  |  |
| 戸田   | 2 | 1    | 栃東   | 1 | 1 | 豊國   | 1 | 1 | 花光   | 2 | 1 |  |  |  |
| 富士錦 | 0 | 2    | 藤ノ川 | 1 | 2 | 二子岳 | 1 | 1 | 前の山 | 0 | 2 |  |  |  |
| 禊鳳   | 3 | 1    | 義ノ花 | 0 | 1 | 若秩父 | 0 | 1 | 若天龍 | 0 | 1 |  |  |  |
| 若浪   | 0 | 3(1) | 若ノ國 | 0 | 2 | 若二瀬 | 1 | 1 | 若見山 | 2 | 2 |  |  |  |

## 改名歴
- 千葉の山 重幸（ちばのやま しげゆき、1962年3月場所-1965年1月場所、1969年3月場所-1969年5月場所、1969年9月場所-1970年7月場所）※幕下以下での四股名。
- 若吉葉 重幸（わかよしば しげゆき、1965年3月場所-1969年1月場所、1969年7月場所）※十両、および幕内在位時の四股名。